# Hungarian International 1974
Die Hungarian International 1974 im Badminton fanden vom 12. bis zum 13. Oktober 1974 in Budapest statt. Es war die erste Auflage dieser internationalen Meisterschaften von Ungarn im Badminton.

## Sieger und Platzierte
| Disziplin    | Gold                             | Silber                              | Bronze                               |
| ------------ | -------------------------------- | ----------------------------------- | ------------------------------------ |
| Herreneinzel | Hermann Fröhlich                 | Edgar Michalowski                   | Ladislav Šrámek                      |
| Herreneinzel | Hermann Fröhlich                 | Edgar Michalowski                   | János Cserni                         |
| Dameneinzel  | Monika Cassens                   | Christine Zierath                   | Éva Cserni                           |
| Dameneinzel  | Monika Cassens                   | Christine Zierath                   | Taťána Pravdová                      |
| Herrendoppel | Gregor Berden Stane Koprivšek    | Edgar Michalowski Joachim Schimpke  | Hermann Fröhlich Leopold Bauer       |
| Herrendoppel | Gregor Berden Stane Koprivšek    | Edgar Michalowski Joachim Schimpke  | Ladislav Šrámek Konstantin Holobradý |
| Damendoppel  | Monika Cassens Christine Zierath | Erzsébet Németh Ildikó Szabó        | Valéria Virágos Éva Cserni           |
| Damendoppel  | Monika Cassens Christine Zierath | Erzsébet Németh Ildikó Szabó        | Taťána Pravdová Jaroslava Krahulcová |
| Mixed        | Joachim Schimpke Monika Cassens  | Edgar Michalowski Christine Zierath | Gregor Berden Marta Amf              |
| Mixed        | Joachim Schimpke Monika Cassens  | Edgar Michalowski Christine Zierath | Hermann Fröhlich Lore König          |

## Finalresultate
| Disziplin    | Sieger                           | Finalist                            | Ergebnis            |
| ------------ | -------------------------------- | ----------------------------------- | ------------------- |
| Herreneinzel | Hermann Fröhlich                 | Edgar Michalowski                   | 15–5, 15–11         |
| Dameneinzel  | Monika Cassens                   | Christine Zierath                   | 11–6, 11–3          |
| Herrendoppel | Gregor Berden Stane Koprivšek    | Edgar Michalowski Joachim Schimpke  | 15–10, 11–15, 15–11 |
| Damendoppel  | Monika Cassens Christine Zierath | Erzsébet Németh Ildikó Szabó        | 15–7, 15–8          |
| Mixed        | Joachim Schimpke Monika Cassens  | Edgar Michalowski Christine Zierath | 15–10, 15–5         |